# Hydrolazy
Hydrolazy (EC 3) – klasa enzymów katalizujących rozcięcie wiązań chemicznych w procesie hydrolizy. Do grupy tej należy wiele enzymów trawiennych. Cechą charakterystyczną hydrolaz jest fakt, że nie posiadają one koenzymów. Ich działanie można przedstawić ogólnie jako: AB + H2O → A-H + B-OH
Do klasy hydrolaz należą:
- EC 3.1 esterazy
- EC 3.2 glukozydazy - rozcinające węglowodany
- EC 3.4 - proteazy - rozcinające białka (np. trypsyna - EC.3.4.21.4)
- nukleazy - rozcinające kwasy nukleinowe (np. rybonukleazy, DNazy)
- amylaza
- amyloglukozydaza
- inwertazy - rozcinające wiązanie β-glikozydowe sacharozy
- fosfatazy - katalizujące defosforylację estrów fosforanowych, np. nukleotydów
- lipazy - rozcinające tłuszcze